# Радкув (гмина, Клодзский повет)
Радкув (пол. Radków) — городско-сельская гмина (волость) в Польше, входит как административная единица в Клодзский повет, Нижнесилезское воеводство. Население 10 287 человек (на 2004 год).

## Соседние гмины
1. Гмина Нова-Руда
2. Гмина Щитна
3. Кудова-Здруй
4. Чехы